# Rapperswil-Jona Bandits
Der Baseballclub Bandits Rapperswil-Jona (kurz Rapperswil-Jona Bandits) ist ein Verein aus Rapperswil-Jona, der mit verschiedenen Mannschaften in den Schweizer Baseball-Ligen teilnimmt. Die erste Mannschaft spielt in der Baseball Nationalliga A der Swiss Baseball and Softball Federation (SBSF).

## Geschichte
Die Bandits wurden am 13. November 2001 gegründet und nahmen im Jahr 2002 mit einer Mannschaft zum ersten Mal an der 1. Liga-Meisterschaft teil. Bereits im Jahr 2003 konnten die Bandits in die NLB aufsteigen. In der Saison 2004 schaffte die erste Mannschaft den Aufstieg. Zudem war der Ansturm von neuen Spielern so groß, dass eine zweite Mannschaft in der 1. Liga starten konnte. Diese scheiterten knapp in der Qualifikation für den Aufstieg.
Für die Saison 2005 war der Ligaerhalt der NLA geplant, dieser gelang jedoch nicht und ging zudem noch als Tiefpunkt in der bisherigen Vereinsgeschichte ein. Durch das Fehlverhalten des damaligen Präsidenten sowie  anderen Fehleinschätzungen im Vorstand entstanden einige Bussen des Verbandes sowie die Zwangsrelegation in die unterste Spielklasse. Dies führte einerseits zu finanziellen Schwierigkeiten, sowie zu einigen Turbulenzen innerhalb des Vereins, so dass etliche Spieler die Bandits verließen.
Der Spielbetrieb wurde daraufhin mit nur noch einer Mannschaft in der 1. Liga fortgesetzt. In der Saison 2010 wurden die Bandits nach einer packenden Playoff Serie Schweizermeister und stiegen somit in die NLB auf. Nach einer sehr guten Saison 2015 stiegen die Bandits wieder in die höchste Spielklasse auf und spielen somit nach 10 Jahren wieder in der NLA.